# Помпей (съвременен град)
Вижте пояснителната страница за други значения на Помпей.
Помпѐй (на италиански: Pompei) е град и община в Южна Италия, провинция Неапол, регион Кампания. Разположен е на 14 m надморска височина. Населението на общината е 25 620 души (към 2010 г.).
В общинската територия се намират останките на древния римски град Помпей, унищожен от близкия вулкан Везувий в 79 г.